# 尾道市立尾道みなと小学校
尾道市立尾道みなと小学校（おのみちしりつ おのみちみなとしょうがっこう）は、広島県尾道市にある公立の小学校。既存の3つの小学校を統合する形で2025年4月に開校した。
同時に開校した尾道市立尾道みなと中学校とは、小中一貫校として運営される。
校章（尾道市立大学教員の伊藤麻子が制作）は、尾道みなと中学校と共通する意匠をあしらったデザイン（輪郭と色調が異なる）となっている。

## 沿革
- 2025年4月7日 - 開校式を実施[1]。

## 通学区域
- 尾道市

## 開校の経緯
尾道市では中心部の尾道市立土堂小学校・尾道市立長江小学校・尾道市立久保小学校を統合する計画が立てられたが、地元住民からの反対を受けて撤回し、仮校舎に移転させて改めて統合計画を検討することになった。2022年11月に尾道市教育委員会は、前記の小学校3校に加え、尾道市立長江中学校と尾道市立久保中学校を統合した小中一貫校を2025年4月に設置する方針を明らかにし、小学校は長江中学校の敷地に、中学校は久保中学校の敷地にそれぞれ校舎が設置されることとなった。学校の統合に関する議案は2023年9月20日の市議会で可決成立した。統合先の学校名は、2024年1月に開校準備委員会で「尾道みなと小学校」に案が絞られ、同年3月19日の尾道市議会で学校設置条例改正案が可決されて正式に決定した。
本校の校舎は当面旧長江中学校のものをそのまま使用するが、2027年春に同じ敷地内に新たな校舎が完成する予定である。

## 周辺
- 尾道バイパス（国道2号）
  - 栗原IC
- 広島県立尾道北高等学校
- 長江浄水場

## アクセス
- おのみちバス、中国バス 「みなと小学校下」または「みなと小学校（北高入口）」下車
- 尾道バイパス 栗原IC（東側）から南へ200m